# Якутія-РСДЮФШ
«Якутія-РСДЮФШ» (рос. «Якутия-РСДЮФШ») — російський аматорський футбольний клуб з міста Нерюнгрі республіки Саха. Заснований 2012 року. Домашні матчі проводить на стадіоні «Гірник». Команда складається з вихованців Якутської спортивної дитячо-юнацької футбольної школи. З 2012 року виступає в ЛФЛ, зона «Далекий Схід».